# Roddy Piper
Roderick George Toombs (Saskatoon, 17 de abril de 1954 - Hollywood, 31 de julio de 2015) fue un luchador profesional canadiense conocido como "Rowdy" Roddy Piper. Piper trabajó a lo largo de su carrera en grandes empresas como la World Wrestling Federation/Entertainment, la World Championship Wrestling y la National Wrestling Alliance. Toombs fue conocido por tener un gimmick de luchador escocés, vistiendo falda y sonando gaitas cuando entra al ring. Asimismo, explica su carácter camorrista por su "furia" escocesa.
Toombs ha tenido multitud de campeonatos de la National Wrestling Alliance y de sus territorios, además de tener un reinado como Campeón de los Estados Unidos de la WCW, un reinado como Campeón Intercontinental de la WWF, y un reinado como Campeón Mundial en Parejas de la WWE junto a Ric Flair. También fue introducido en el WWE Hall of Fame en el año 2005. Además de esto, realiza un cameo en el popular videojuego Saints Row IV de la saga Saints Row (serie).

## Vida personal
Toombs nació en Saskatoon, Saskatchewan y se crio en Winnipeg, Manitoba. Estudió en el Windsor Park Collegiate. Su padre trabajaba en el CN Rail cuando vivían el The Pas, Manitoba. Después de ser expulsado del instituto y de la muerte de su padre, Piper fue acogido en un albergue juvenil donde fue entrenado para ser luchador. Piper fue conocido en toda Canadá y con tan solo 16 años, se convirtió en el luchador profesional más joven de la historia. Antes de luchador, Piper fue un famoso boxeador y luchador de judo, donde fue cinturón negro.
En los '80 protagonizó el filme They Live (Están vivos en España) dirigido por John Carpenter. El 31 de julio de 2015 TMZ.com informó de la muerte de Toombs en su casa de Hollywood a causa de un paro cardíaco.

## Carrera

### Inicios (1970-1980)
La primera lucha de Toombs fue a los 15 años, en la cual perdió en diez segundos ante Larry Hennig. Tras esto, se pasó la década de los 70 como un jobber en Winnipeg. Sin embargo, tuvo un push muy grande cuando empezó a luchar bajo el nombre de The Masked Canadian.
Tras esto, ganó su primer título al derrotar el 12 de marzo de 1976 a Chavo Guerrero, ganando el Campeonato Peso Pesado de las Américas de la NWA, el cual lo ganaría 4 veces más. Tras esto, en la NWA Holleywood Wrestling ganó 1 vez el Campeonato Mundial Peso Pesado Ligero de la NWA y 7 veces el Campeonato de las Américas en Parejas de la NWA junto a Crusher Verdu en dos ocasiones y una vez con The Hangman, Keith Franks, Chavo Guerrero, Ron Bass y Pak Choo. También ganó el 24 de junio de 1978 el Campeonato de los Estados Unidos Peso Pesado de la NWA al derrotar a Moondog Lonnie Mayne y haciendo equipo con Ed Wiskoski consiguió el Campeonato Mundial en Parejas de la NWA. En la NWA All-Stars Wrestling consiguió junto a Rick Martel el Campeonato Canadiense en Parejas de la NWA y en la Pacific Northwest Wrestling ganó dos veces el Campeonato Peso Pesado de la NWA Pacific Northwest y cinco veces el Campeonato en Parejas de la NWA Pacific Northwest.

### Mid-Atlantic (1980-1983)
A finales de 1980, Piper se fue a luchar a la promoción de Jim Crockett, la NWA Mid-Atlantic, donde empezó a adquirir fama mundial. El 1 de noviembre de 1980 ganó un torneo por el vacante Campeonato Mundial Televisivo de la NWA, el cual tuvo durante 87 días, hasta que lo dejó vacante por ganar el Campeonato de los Estados Unidos Peso Pesado de la NWA al vencer a Ric Flair, el 27 de enero de 1981. Durante su reinado como Campeón de los Estados Unidos, el título adquirió la categoría de campeonato indiscutido de los Estados Unidos al cerrar el territorio de NWA San Francisco, siendo la última compañía de la NWA que tenía un título de los Estados Unidos. Lo perdió ante Wahoo McDaniel el 8 de agosto de 1981, acabando con su reinado de 193 días. El 1 de noviembre de 1981 derrotó a Ricky Steamboat, ganando el Campeonato Peso Pesado de la NWA Mid-Atlantic, pero el 10 de mayo de 1982 lo perdió ante Jay Brisco, con quien tuvo un feudo. Le derrotó el 7 de julio de 1982, pero lo volvió a perder el 3 de agosto de 1982. En 1983 consiguió por segunda vez el Campeonato de los Estados Unidos Peso Pesado de la NWA al derrotar a Greg Valentine, pero a los 14 días fue derrotado por el excampeón en un "Collar Dog match", lucha en la que Piper perdió el título y el 75% de su audición.

### World Wrestling Federation (1984-1996)

#### 1984-1987

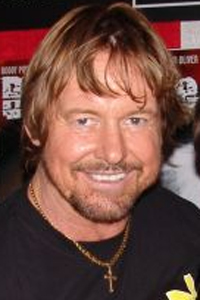
Piper en el 2006.

A principios del año 1984, Piper tuvo contactos con el dueño de la World Wrestling Federation Vince McMahon, quién pretendía convertir a Piper en su segunda mayor estrella, únicamente detrás de Hulk Hogan. Piper entró en la empresa como un luchador heel y empezó a dirigir un espacio de entrevistas conocido como Piper's Pit, el cual se mantuvo hasta su marcha de la empresa. El segmento servía para desarrollar los ángulos entre los luchadores. Su primer feudo fue con Hulk Hogan, a quien se enfrentó en el Main Event de WrestleMania I, haciendo Piper equipo con Paul Orndorff y siendo acompañados por Bob Orton, Jr., pero fueron derrotados por Hulk Hogan y Mr. T. Tras esto, se enfrentó a Hogan por su Campeonato Mundial de la WWF en Wrestling Classic, ganando Hogan por descalificación y en WrestleMania II se enfrentó a Mr. T en una lucha de boxeo, que perdió Piper al ser descalificado. Tras esto Pipper se volvió face, enfrentándose a los luchadores heel en Saturday Night Main Event, derrotando a The Iron Sheik el 4 de octubre de 1986 y a "Cowboy" Bob Orton el 29 de noviembre de 1986, pero fue derrotado por Adrian Adonis el 3 de enero de 1987 por cuenta de fuera, con quien empezó un feudo. Poco después anunció que su última lucha iba a ser en WrestleMania III, en la cual derrotó a Adonis en una Cabellera vs Cabellera match. Tras esto, dejó la WWF y la lucha libre profesional para dedicarse al cine. En 1988 protagonizó la película They Live, de John Carpenter.

#### 1990-1996
Piper regresó a la WWF en WrestleMania V, donde hizo una entrevista en Piper's Pit a Brother Love y a Morton Downey Jr., durante la cual Morton le lanzaba humo de su puro, por lo que Piper lo apagó con un extintor. Piper hizo su regreso al ring en 1990, donde quedó empate con "Bad News" Brown en WrestleMania VI por doble cuenta de fuera. Poco después empezó a ejercer como comentarista de las luchas, pero el 19 de enero de 1992 ganó su primer título en la WWF, derrotando en Royal Rumble a The Mountie, ganando el Campeonato Intercontinental de la WWF, reteniéndolo con éxito ante The Mountie en Saturday Night Main Event, pero perdió el título en WrestleMania 8 ante Bret Hart. En Wrestlemania X fue el árbitro de la lucha entre Bret Hart y el Campeón de la WWF Yokozuna. En King of the Ring derrotó a Jerry "The King" Lawler y en WrestleMania XII se enfrentó a Goldust en un "hollywood backlot brawl match". Además, durante 1996 fue presidente interino por la lesión del anterior, Gorilla Monsoon.

### World Championship Wrestling (1996-2000)

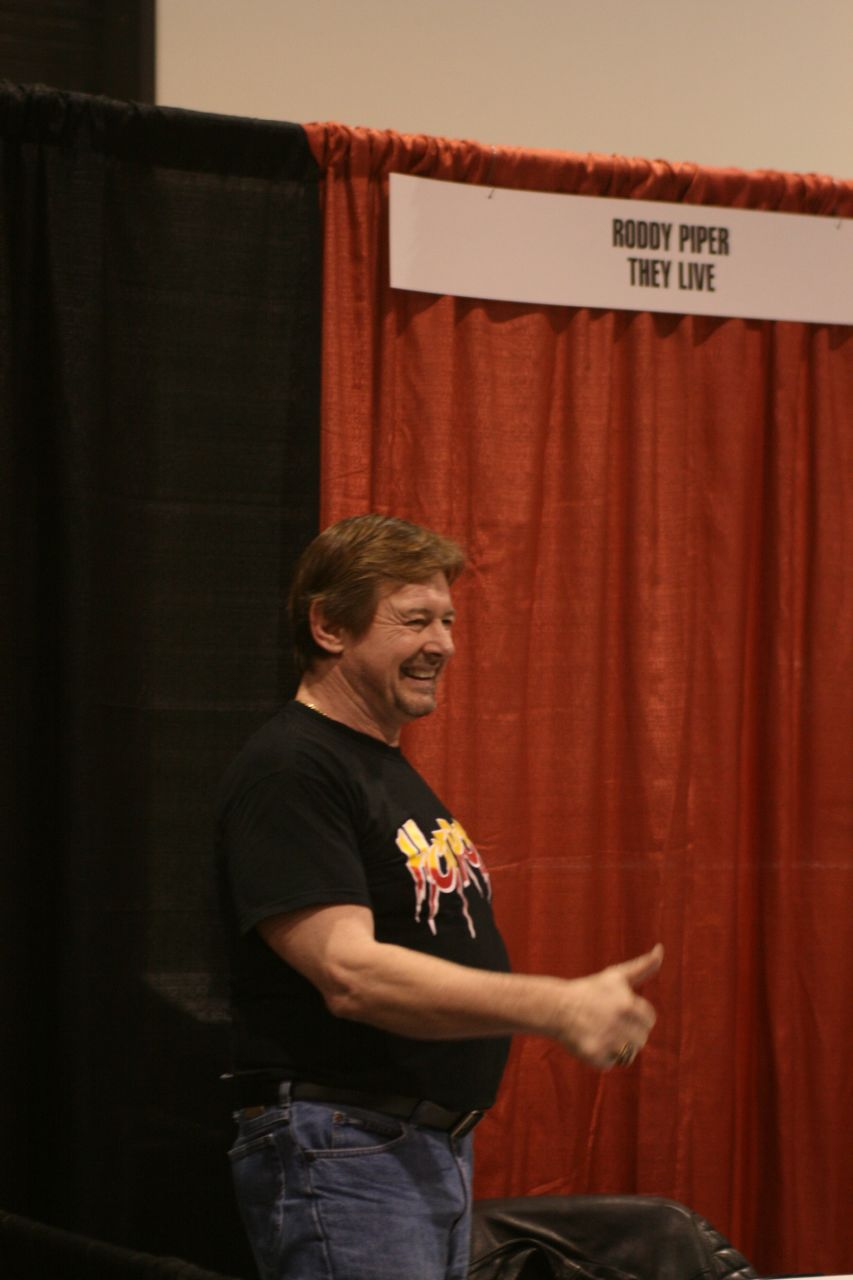
Piper en 2008.

Tras esto, Piper se fue de la World Wrestling Federation y firmó con la empresa rival, la World Championship Wrestling (antigua NWA Mid-Atlantic). Piper hizo su debut en Halloween Havoc, iniciando un feudo con el Campeón Mundial Peso Pesado de la WCW Hollywood Hogan sobre quien era el auténtico icono de la lucha libre profesional. Esto les llevó a un combate en el evento más importante de la empresa, Starrcade, en el cual, Piper se alzó como ganador. Sin embargo, al finalizar el combate, le informaron de que el título de Hogan no estaba en juego. Al mes siguiente, tuvieron otro enfrentamiento, esta vez con el título en juego en SuperBrawl, pero fue derrotado por Hogan después de que le golpeara con un puño americano. Después tuvo un feudo con el equipo de Hogan, la New World Order, enfrentándose junto a Ric Flair y Kevin Green a Kevin Nash, Syxx y Scott Hall en Slamboree, ganando el equipo de Piper. En Bash at the Beach derrotó a Ric Flair. Tras esto, fue nombrado Comisionado de la WCW. En Halloween Havoc tuvo su revancha ante Hogan , derrotándole en un Steel Cage Match. Luego derrotó a Bret Hart el 9 de febrero de 1999 en WCW Nitro, ganando el Campeonato de los Estados Unidos Peso Pesado de la WCW, el cual perdió ante Scott Hall en SuperBrawl. En Slamboree derrotó a Flair. Tras esto, en el 2000 su contrato con la WCW terminó y no fue renovado.

### Circuito independiente (2000-2003)
Después de irse de la WCW, Piper empezó a entrenar a gente en la Xtreme Wrestling Federation de Jimmy Hart. También hizo dos apariciones en la Total Nonstop Action Wrestling. Durante este tiempo, también escribió su autobiografía.

### World Wrestling Entertainment (2003)
Pipper hizo un breve regreso a la WWE, atacando a Hulk Hogan después de su lucha contra Vince McMahon en WrestleMania XIX, empezando un feudo con Mr. América, llevándolos a luchar en Judgment Day, lucha que perdió Piper. Tras esto, fue despedido el 24 de junio.

### Total Nonstop Action Wrestling (2003-2005)
Después de ser despedido, Piper volvió a la TNA, donde prosiguió su feudo con Vince Russo, emitiendo en cada evento mensajes para gente como Russo o Hogan. En Victory Road tuvo un segmento de Piper's Pit con Jimmy "Superfly" Snuka. Por último, en TNA WrestleReunion derrotó junto a Jimmy Valiant y Jimmy Snuka a Buddy Rose, Col Debeers y Bob Orton.

### World Wrestling Entertainment (2005 - 2015)

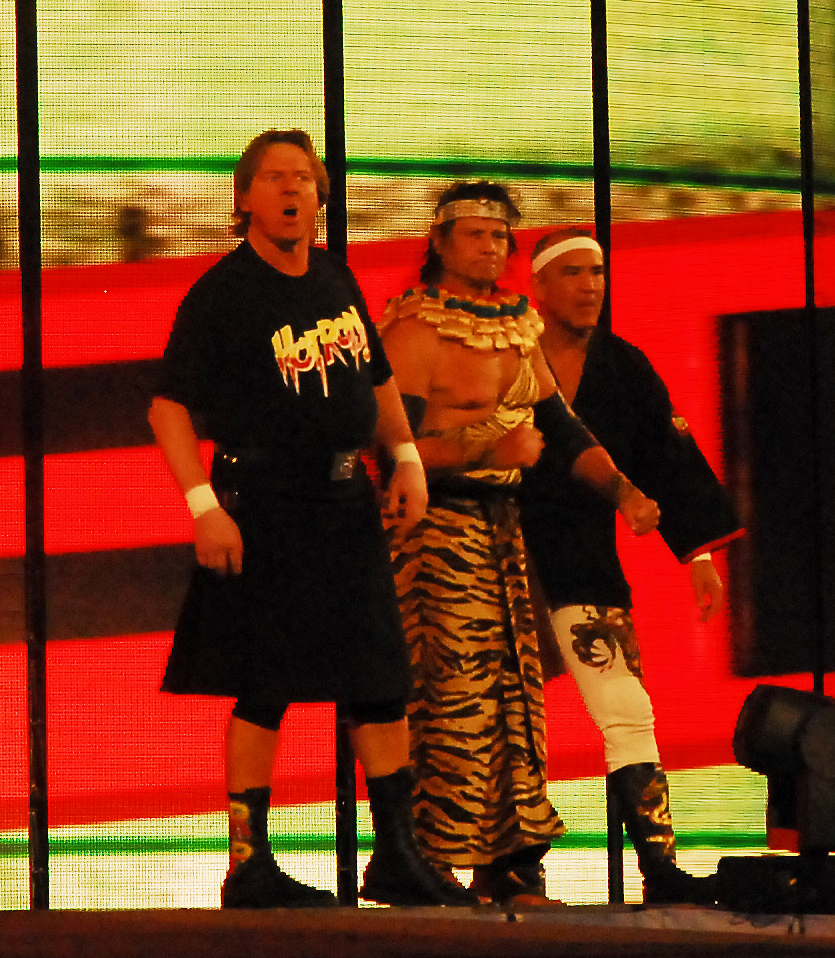
Piper junto a Jimmy Snuka y Ricky Steamboat en WrestleMania XXV, antes de su lucha contra Chris Jericho.

Piper fue introducido en el WWE Hall of Fame por su amigo Ric Flair en 2005. En la WWE, regresó con Piper's Pit, primero entrevistando a Stone Cold Steve Austin, en Wrestlemania 21, entrevistando a Shawn Michaels y Mick Foley en Raw, pero durante su entrevista con Foley, fueron atacados por Randy Orton, quien el aplicó su RKO. Tras esto, empezaron un feudo que le llevó a pelear el 7 de octubre de 2005 en Smackdown! contra Randy Orton y Bob Orton en una lucha en desventaja, la cual ganó Piper después de cubrir a Bob Orton. El 28 de octubre hizo equipo con Batista y Eddie Guerrero, derrotando a Randy Orton, Bob Orton y Ken Kennedy. Después derrotó a Bob Orton el 4 de noviembre por descalificación cuando Randy interfirió en la lucha. Tras esto se tomó un tiempo de descanso, regresando el 9 de octubre de 2006 como aliado de Ric Flair durante su feudo con Spirit Squad, formando parte de Flair Squad con Ted DiBiase, IRS y Arn Anderson. La semana siguiente, Flair Squad consistió en Piper, Sgt. Slaughter y Dusty Rhodes, los cuales podían ser votados para ser el compañero de Flair en Cyber Sunday en una lucha por el Campeonato Mundial en Parejas de la WWE de Spirit Squad. En el evento, Piper fue elegido su compañero con un 45% de los votos, ganando junto a Flair el campeonato, el cual lo perdieron dos semanas después ante Rated RKO (Edge & Randy Orton).
Tras esto sufrió una enfermedad que necesitó tratamiento urgente, lo que le impidió participar en Survivor Series en el Team Legends contra el Team Spirit Squad, siendo sustituido por Ron Simmons. Después siguió haciendo apariciones tras tomar el tratamiento. El 12 de febrero de 2007 apareció en RAW, agradeciendo por introducir a Dusty Rhodes en el WWE Hall of Fame, pero fue atacado por Umaga. El 11 de junio apareció en la noche de pareciación hacia Vince McMahon para comentar cosas sobre él, pero poco después la limusina donde McMahon se metió estalló. Hizo su única aparición en ECW in Sci Fi durante el cumpleaños de Matt Striker, tirándole la tarta a la cara. En Royal Rumble entró como el número 19, enfrentándose a Jimmy Snuka, pero ambos fueron eliminados por Kane.
Luego empezó un feudo con Santino Marella, durante el cual invitó a varios invitados al Piper's Pit y estuvo interfiriendo en sus luchas hasta que Marella se enfrentó a Cousin Sal, el protegido de Piper el 6 de junio de 2008, donde Sal ganó. Tras esto, durante su reinado como Campeón Intercontinental, Marella empezó a burlarse de los antiguos campeones, retándoles a una lucha. En Cyber Sunday, Piper fue un candidato, junto a The Honky Tonk Man y Goldust, para enfrentarse a Marella con el título en juego. La votación fue ganada por The Honky Tonk Man, pero los tres atacaron a Marella después de la lucha. Tras esto, Chris Jericho empezó a insultar a las leyendas de la lucha libre, enfrentándose a Piper, Snuka y Ricky Steamboat, capitaneados por Flair, en WrestleMania XXV, siendo los tres derrotados.

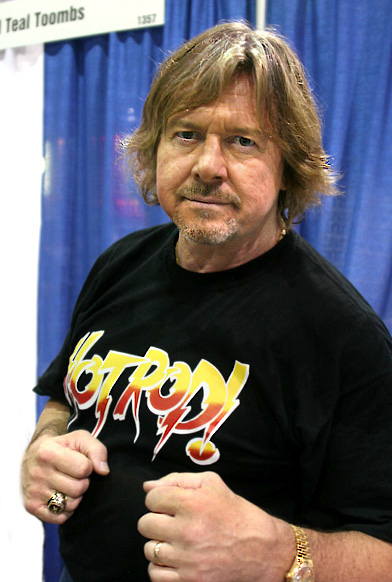
Piper en 2009

El 16 de noviembre de 2009, hizo una aparición especial como el Guest Host de RAW. Al año siguiente, regresó con motivo del RAW Old School, entrevistando en su segmento Piper's Pit entrevistando a John Cena y Randy Orton. En la edición especial WWE All Stars de Raw del 13 de junio, realizó su Piper's Pit con Alex Riley y The Miz, enfrentándose al finalizar el segmento con este último con Riley como árbitro especial. Piper ganó la lucha con un roll-up, y recibió como premio la suma de 5000 dólares. Re-apareció en una edición de RAW a finales de 2011, con su segmento el Piper's Pit hablando con John Cena. Volvió a aparecer en el RAW 1000th Episode, junto a las demás leyendas a las que se enfrentó Slater en su combate contra Lita.
En 2014 hizo su primera aparición en el programa especial de RAW dirigido a las viejas leyendas del Wrestling con su segmento especial Piper's Pit, entrevistando a The Shield. Piper provocó a The Shield diciendo que no pudieron derrotar a CM Punk en un combate individual, el cual The Shield se disponía a realizar un ataque a Roddy Piper de no ser por la ayuda de CM Punk y los New Age Outlaws, que interfirieron e hicieron el salve.

## Filmografía
Protagonizó el largometraje They Live de John Carpenter, en 1988. Fue el actor principal del reparto en el rol de John Nada con Keith David, Meg Foster, Peter Jason, entre otros.

## Fallecimiento
El 31 de julio de 2015 TMZ anunció su muerte a los 61 años a causa de un paro cardíaco, mientras dormía en su hogar en Hollywood.

## Campeonatos y logros
- NWA Mid-Atlantic Championship Wrestling / World Championship Wrestling
  - NWA Mid-Atlantic Heavyweight Championship (3 veces)
  - NWA Mid-Atlantic Tag Team Championship (1 vez), con Big John Studd
  - NWA Television Championship (2 veces)
  - NWA United States Heavyweight Championship (2 veces)
  - WCW United States Heavyweight Championship (1 vez)

- National Wrestling Alliance.
  - NWA Americas Heavyweight Championship (1 vez)

- NWA All-Star Wrestling
  - NWA Canadian Tag Team Championship (Versión Vancouver) (1 vez), con Rick Martel

- NWA Hollywood Wrestling
  - NWA Americas Heavyweight Championship (4 veces)
  - NWA Americas Tag Team Championship (7 veces), con Crusher Verdu (2), Adrian Adonis (1), Chavo Guerrero (1), Keng Kimura (1), Ron Bass (1) y The Hangman (1)
  - NWA World Light Heavyweight Championship (1 vez)

- NWA San Francisco
  - NWA United States Heaviweight Championship (Versión San Francisco) (1 vez)
  - NWA World Tag Team Championship (Versión San Francisco) (1 vez), con Ed Wiskoski

- Pacific Northwest Wrestling
  - NWA Pacific Northwest Heavyweight Championship (2 veces).
  - NWA Pacific Northwest Tag Team Championship (5 veces), con Killer Tim Brooks (1), Rick Martel (3) y Mike Popovic (1)

- World Class Championship Wrestling
  - NWA American Tag Team Championship (1 vez), con Bulldog Brower

- World Wrestling Federation/Entertainment
  - WWE Hall of Fame (Clase de 2005)
  - WWF Intercontinental Championship (1 vez)
  - WWE World Tag Team Championship (1 vez), con Ric Flair
  - Slammy Award for Best Personality in Land of a Thousand Dances (1986)[10]

- Professional Wrestling Hall of Fame and Museum
  - Clase de 2007

- Pro Wrestling Illustrated
  - PWI Luchador más inspirador del año - 1982
  - PWI Luchador más odiado del año - 1984
  - PWI Luchador más odiado del año - 1985
  - PWI Lucha del año - 1985 con Paul Orndorff vs Hulk Hogan & Mr. T 31 de marzo de 1985
  - PWI Luchador más popular del año - 1986
  - Premio Stanley Weston - 2015 (póstumo)
  - Situado en el N°79 en los PWI 500 de 1991[11]
  - Situado en el N°45 en los PWI 500 de 1992[12]
  - Situado en el N°83 en los PWI 500 de 1994[13]
  - Situado en el N°54 en los PWI 500 de 1997[14]
  - Situado en el N°142 en los PWI 500 de 1998[15]
  - Situado en el N°153 en los PWI 500 de 1999[16]
  - Situado en el Nº17 dentro de los 500 mejores luchadores de la historia - PWI Years, 2003[17]

- Wrestling Observer Newsletter
  - WON Mejor en entrevistas - 1981
  - WON Mejor en entrevistas - 1982
  - WON Mejor en entrevistas - 1983
  - WON Mejor heel - 1984
  - WON Mejor heel - 1985
  - Wrestling Observer Newsletter Hall of Fame inducido en 1996